# Santiago Abreu
Santiago Abreu (1796 -9 de agosto de 1837) fue gobernador del Territorio de Nuevo México de 1832 a 1833, ocupó el cargo de juez de distrito suplente del Juzgado de Distrito del Territorio de Nuevo México desde 1834 hasta 1837, fue víctima de la Rebelión de Chimayó de 1837.
Santiago Abreú fue diputado por el Territorio de Nuevo México al Congreso de la Unión en los años 1825 a 1826 y fue nombrado gobernador en el periodo comprendido entre los años 1832-1833.
Abréu era partidario del gobernador Albino Pérez, quien se había vuelto extremadamente impopular por hacer cumplir las decisiones del gobierno centralista del presidente Antonio López de Santa Anna, que incluían la reducción del control político local y la imposición de nuevos impuestos. 
Durante su desempeño como juez de distrito suplente, se encargó del trámite de causas criminales, principalmente aquellas relacionadas con el contrabando de mercancías,que constituía un delito que debía conocerse por autoridades del orden federal en México, al encontrarse la aduana nacional en Santa Fe. Dicho encargo resultó del proceso de elección de suplentes del Juzgado de Distrito del territorio de Nuevo México, efectuado en 1831.
Con motivo de la rebelión contra el gobernador Pérez, que estalló el 7 de agosto de 1837, Abréu fue capturado el 8 del mismo mes y año cerca del rancho de Cerrillos y encarcelado en Santo Domingo. Al día siguiente fue sacado de la cárcel por una turba que le arrancó el pene y lo decapitó. Con su muerte, quedó eliminado de facto el Juzgado de Distrito del Territorio de Nuevo México, lo que se concretó definitivamente con la desaparición de los juzgados de distrito en 1841, mediante un decreto emitido por Antonio López de Santa Anna.
En esta rebelión también fue asesinado su hermano Ramón Abréu, editor del diario El Crepúsculo de la Libertad . Los asesinos eran guerreros Pueblo de Santo Domingo, quienes también fueron responsables de la muerte del gobernador Pérez. Sin embargo, después de la rebelión fueron tratados con cuidado para evitar más problemas.